# Funció de Lommel

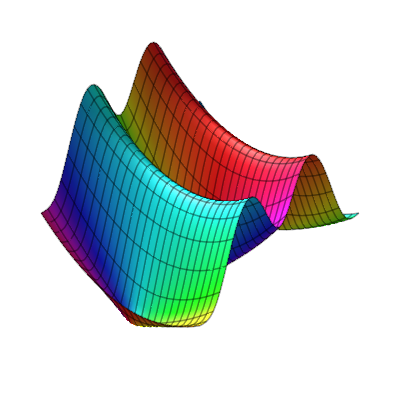
Funció de Lommel S1

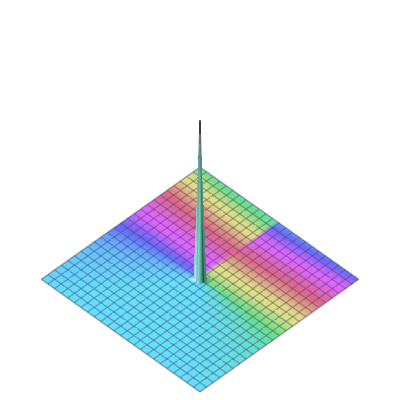
Funció de Lommel S2

Les funcions de Lommel són funcions especials que són les solucions de l'equació diferencial de Lommel, que és una forma no homogénea de l'equació diferencial de Bessel:
{\displaystyle z^{2}{\frac {d^{2}y}{dz^{2}}}+z{\frac {dy}{dz}}+(z^{2}-\nu ^{2})y=z^{\mu +1}.}
Les solucions d'aquesta equació poden representar-se com combinacions lineals de les anomenades funcions de Lommel, de les que hi ha dos tipus (les funcions sμ,ν(z) i les funcions Sμ,ν(z)), introduïdes per Eugen von Lommel (1880) :
{\displaystyle s_{\mu ,\nu }(z)={\frac {\pi }{2}}\left[Y_{\nu }(z)\!\int _{0}^{z}\!\!x^{\mu }J_{\nu }(x)\,dx-J_{\nu }(z)\!\int _{0}^{z}\!\!x^{\mu }Y_{\nu }(x)\,dx\right],}
{\displaystyle S_{\mu ,\nu }(z)=s_{\mu ,\nu }(z)+2^{\mu -1}\Gamma \left({\frac {\mu +\nu +1}{2}}\right)\Gamma \left({\frac {\mu -\nu +1}{2}}\right)\left(\sin \left[(\mu -\nu ){\frac {\pi }{2}}\right]J_{\nu }(z)-\cos \left[(\mu -\nu ){\frac {\pi }{2}}\right]Y_{\nu }(z)\right).}
on Jν(z) és una funció de Bessel del primer tipus i Yν(z) una funció Bessel del segon tipus.

## Funcions de Lommel dependents d'una sola variable
Les funcions de Lommel dependents d'una sola variable {\displaystyle s_{\mu ,\nu }(z)} i {\displaystyle S_{\mu ,\nu }(z)}satisfant l'equació diferencial lineal anomenada «equació de Lommel»: 
{\displaystyle z^{2}{\frac {dy}{dz^{2}}}+z{\frac {dy}{dz}}+(z^{2}-\nu ^{2})y=z^{\mu +1}}
La funció {\displaystyle s_{\mu ,\nu }(z)} és la solució, que es pot desenvolupar com una sèrie de potències: 
{\displaystyle s_{\mu ,\nu }(z)=z^{\mu -1}\sum _{n=0}^{\infty }{\frac {(-1)^{n}(z/2)^{2n+2}\Gamma ((\mu -\nu +1)/2)\Gamma ((\mu +\nu +1)/2)}{\Gamma ((\mu -\nu +3)/2+n)\Gamma ((\mu +\nu +3)/2+n)}}}
Les solucions de l'equació diferencial lineal són {\displaystyle s_{\mu ,\nu }(z)+AJ_{\nu }(z)+BJ_{-\nu }(z)}, on {\displaystyle J_{\pm \nu }} és la funció de Bessel.
La funció {\displaystyle S_{\mu ,\nu }(z)} és definida com: 
{\displaystyle S_{\mu ,\nu }(z)=s_{\mu ,\nu }(z)+{\frac {2^{\mu -1}\Gamma ((\mu -\nu +1)/2)\Gamma ((\mu +\nu +1)/2)}{\sin \pi \nu }}\left[\cos(\pi (\mu -\nu )/2)\;J_{-\nu }(z)-\cos(\pi (\mu +\nu )/2)\;J_{\nu }(z)\right]}.
Les funcions d'Anger, les funcions de Weber i les funcions de Struve són casos especials de funcions de Lommel.

## Funcions de Lommel dependents de dues variables
Les funcions {\displaystyle U_{n}(w,z)} i {\displaystyle V_{n}(w,z)} es defineixen com a sèries de Neumann, és a dir, com a desenvolupament basat en les funcions de Bessel: 
{\displaystyle U_{\nu }(w,z)=\sum _{m=0}^{\infty }(-1)^{m}\left({\frac {w}{z}}\right)^{\nu +2m}J_{\nu +2m}(z)}
{\displaystyle V_{\nu }(w,z)=\cos \left({\frac {w}{2}}+{\frac {z}{2w}}+{\frac {\nu \pi }{2}}\right)+U_{2-\nu }(w,z)}
Aquestes funcions són importants en la teoria de la difracció.